# Поліфонія
Поліфо́нія (від грец. poly — багато і phone — звук) — вид багатоголосся, у якому окремі мелодії, або групи мелодій мають самостійне значення і самостійний інтонаційно-ритмічний розвиток, зберігаючи рівноправність голосів та незбігання в різних голосах каденцій, цезур, кульмінацій, акцентів та ін. 
Поліфонію поділяють на: 
- Підголоскову поліфонію, при якій разом з основною мелодією звучать її підголоски, тобто її варіанти.
- Імітаційну поліфонію, при якій основна тема звучить спочатку в одному голосі, а потім, можливо, зі змінами, з'являється в інших голосах (при цьому основних тем може бути декілька). Форма, в якій тема повторюється без змін, називається каноном. Найрозвиненішої форми імітаційної поліфонії досягається в фугах.
- Контрастно-тематичну поліфонію (або полімелодизм), при якій одночасно звучать різні мелодії.

Збереглися зразки європейської поліфонічної музики IX століття — органуми. У XIII–XIV століттях поліфонія найяскравіше проявилася в мотеті. У XV–XVI століттях поліфонія стає нормою для всієї європейської музики, як церковної (багатоголосної), так і світської. Найвищого розквіту поліфонічна музика досягла у творчості Генделя і Баха в XVII–XVIII століттях (особливо в жанрі фуги). Після Баха розквіт гомофонного складу витісняє поліфонічне письмо, і наступний підйом інтересу до поліфонії починається тільки в другій половині XIX століття. Окремою, унікальною сторінкою була творчість Рейхи. Зокрема його 36 фуг (1803). Імітаційна поліфонія, що орієнтується на Баха і Генделя, часто використовувалася композиторами XX століття (Задерацький, Гіндеміт, Шостакович, Стравінський та ін.)
Поліфонією також називають навчальну дисципліну, що вивчає закономірності поліфонії.

## Концепції поліфонії
При всьому різноманітті проявів поліфонії, основоположних принципів було кілька, які визначили дві різних концепції поліфонії.  Ю. Євдокимова називає одну з них мелосною концепцією, іншу — комплементарно-контрапунктичною. У першій реалізується вихідна теза, пов'язана з мелодичним оформленням музичної думки, реально присутньої в творі, на її розвиток спрямовано увагу композитора.  У другій концепції вихідна думка вводиться за допомогою невеликих символів (аж до одного звуку), тому вихідна теза розвивається в зовсім іншому звуковому просторі і іншому часі.
Приклад поліфонії:Бах, Das Wohltemperierte Clavierⓘ